# Cella Monte
Cella Monte (piemontiul: Sela vagy Selamont) település Olaszországban, Piemont régióban, Alessandria megyében. Lakosainak száma 465 fő (2023. január 1.). Cella Monte Frassinello Monferrato, Ottiglio, Ozzano Monferrato, Rosignano Monferrato és Sala Monferrato községekkel határos.

## Népesség
A település lakossága az elmúlt években az alábbi módon változott:
| Lakosok száma | 499  | 504  | 465  |
|               | 2017 | 2018 | 2023 |